# Else Weil
Else Weil (* 19. Juni 1889 in Berlin; † 11. September 1942 im KZ Auschwitz-Birkenau) war eine deutsche Ärztin und die erste Ehefrau von Kurt Tucholsky. Sie stand Pate für die Figur der Claire in Tucholskys Rheinsberg: Ein Bilderbuch für Verliebte. Sie wurde als Jüdin im KZ Auschwitz ermordet.

## Leben

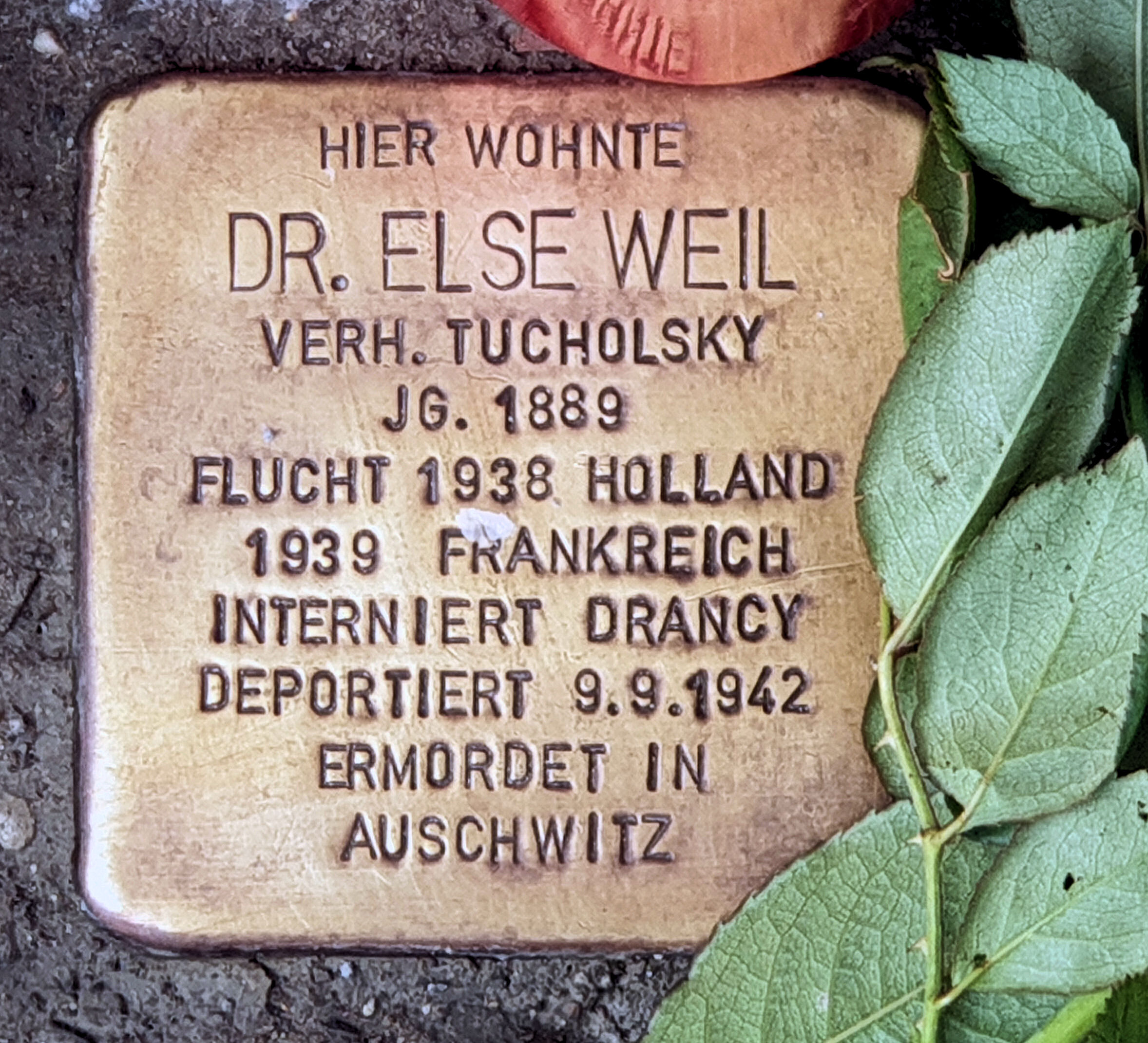
Stolperstein am Haus, Bundesallee 79, in Berlin-Friedenau

Else Weil wurde als ältestes von drei Kindern des jüdischen Kaufmanns Siegmund Weil und seiner Frau Franziska geb. Herzfeld in ihrem Elternhaus in der Alten Jacobstraße 88 in Berlin geboren. Nach dem Besuch einer Höheren Töchterschule legte sie im Februar 1910 an der Hohenzollernschule in Berlin-Schöneberg als Externe ihr Abitur ab.

### Ausbildung
Am 19. Oktober desselben Jahres schrieb sie sich an der Friedrich-Wilhelms-Universität in Berlin als Studentin der Philosophie ein, wechselte aber nach einem Semester, im April 1911, die Fachrichtung und studierte Medizin. Sie besuchte Vorlesungen bei den Professoren Hans Virchow, Heinrich Wilhelm Waldeyer und Theodor Brugsch und arbeitete neben ihrem Studium als „Unterarztstellvertreterin“ in der Psychiatrischen Klinik der Charité. 1914 bestand sie ihr Physikum und legte im Oktober 1916 ihr Staatsexamen ab. Am 1. Januar 1917 begann sie ihr praktisches Jahr an der inneren und chirurgischen Abteilung des Städtischen Krankenhauses Charlottenburg-Westend.

### Beruflicher Werdegang
Am 21. Januar 1918 legte sie ihre Dissertation Ein Beitrag zur Kasuistik des induzierten Irreseins mit dem Prädikat „gut“ ab. Die Doktorarbeit schildert klinische Fälle von Halluzinationen und Wahnvorstellungen vor allem bei Frauen. Ihr Doktorvater war Karl Bonhoeffer.
Als eine von damals erst 90 Frauen in Deutschland erhielt Else Weil 1918 die Approbation und arbeitete anschließend als Assistentin an der Hebammenlehranstalt im Krankenhaus am Urban.
Nach ihrer Promotion wurde Else Weil Assistentin in der Klinik für Frauenkrankheiten und Geburtshilfe der Charité bei Benno Hallauer. Ihre erste eigene Praxis richtete sie am 17. April 1918 in ihrer Wohnung in der Kaiserallee 79 in Berlin-Friedenau ein. Bei der Ärztekammer war sie von Oktober 1917 bis April 1923 als niedergelassene Ärztin gemeldet, hatte aber, nach eigenen Angaben, seit Beginn des Jahres 1923 „keine ärztliche Praxis“ ausgeübt. Aus Empfehlungsschreiben geht hervor, dass sie in dieser Zeit in verschiedenen Firmen als Privatsekretärin tätig war.
Ab November 1932 arbeitete Else Weil wieder als Ärztin. Nach der Machtergreifung der Nationalsozialisten 1933 verlor sie jedoch wie alle jüdischen Kassenärzte ihre kassenärztliche Zulassung (Verordnung über die Zulassung von Ärzten zur Tätigkeit bei den Krankenkassen).
Else Weil veröffentlichte 1920 zwei Artikel in der Weltbühne:
Der Artikel Friedmanns Tuberkulose-Mittel wurde in der Weltbühne vom 1. Januar 1920 veröffentlicht. Darin verteidigte sie die Tuberkulose-Impfung und sprach sich für deren Wirksamkeit aus. Sie kritisierte die medizinischen Laien, die das Heilmittel schlecht machten. Auch zerstreute sie die Vorwürfe an Ärzte, an langem Patientenleiden Geld zu verdienen.
Der Beitrag Kassenärzte erschien in der Weltbühne vom 17. Juni 1920. Sie schrieb: „Wenn sie ein Zehntel der Sorgfalt, womit sie ihre Verwaltungsgebäude, Kompetenzen, Instanzen, Büros und Formulare entwerfen, auf den Patienten und seine Unterstützung verwenden, wäre uns allen wohler.“

### Freundschaft und Ehe mit Kurt Tucholsky
Else Weil und Kurt Tucholsky verbrachten im August 1911 ein gemeinsames Wochenende in Rheinsberg. Dieses Wochenende war die Vorlage für die Erzählung Rheinsberg: Ein Bilderbuch für Verliebte, das 1912 im Axel Juncker Verlag erschien. Mit seinem Erstlingswerk gelang Kurt Tucholsky sein schriftstellerischer Durchbruch. Als Figur der Claire hatte Else Weil bedeutenden Anteil am Erfolg der kleinen Geschichte und behielt den Spitznamen auch später.
1915 wurde Kurt Tucholsky zum Kriegsdienst im Ersten Weltkrieg verpflichtet, Else Weil setzte ihr Medizinstudium in Berlin fort. Kurt Tucholsky blieb während dieser Zeit trotz anderer Beziehungen zu Frauen in Kontakt mit ihr. 1919 erschien Kurt Tucholskys Gedichtband Fromme Gesänge unter dem Pseudonym Theobald Tiger. Das Kapitel Der Blauen Blume widmete er Else Weil. Neun Jahre nach dem Rheinsberg-Ausflug heirateten die beiden am 3. Mai 1920. Trauzeugen waren Else Weils Vater Siegmund und der Herausgeber der Weltbühne Siegfried Jacobsohn. Noch im selben Monat zog Kurt Tucholsky mit in die Wohnung von Else Weil. Sie führte nun den Doppelnamen Weil-Tucholsky. Die Ehe war aber nicht von Dauer und wurde am 14. Februar 1924 geschieden.

### Kurt Tucholsky über Else Weil
„Einmal legte Claire die Hand auf den Bootrand: diese ein wenig knochige Hand, auf deren Rücken blaßblaue Adern sich strafften; sah man aber die holzgeschnitzten, langen Finger, so ahnte man, es war eine erfahrene Hand. Diese Fingerspitzen wußten um die Wirkung ihrer Zärtlichkeiten, kräftig und sicher spielten die Gelenke […] Die Hand hing im Wasser und zog einen quirlenden Streif.“

„Und neben mir saß die Claire, voll Übermut, wie wir damals waren, und brachte durch ihre Existenz beinahe die ganze Kapelle aus dem Takt.“

„Jeder seins – das hat die klügste Frau gesagt, die ich kennengelernt habe. Ich war ein bisschen mit ihr verheiratet.“

### Emigration

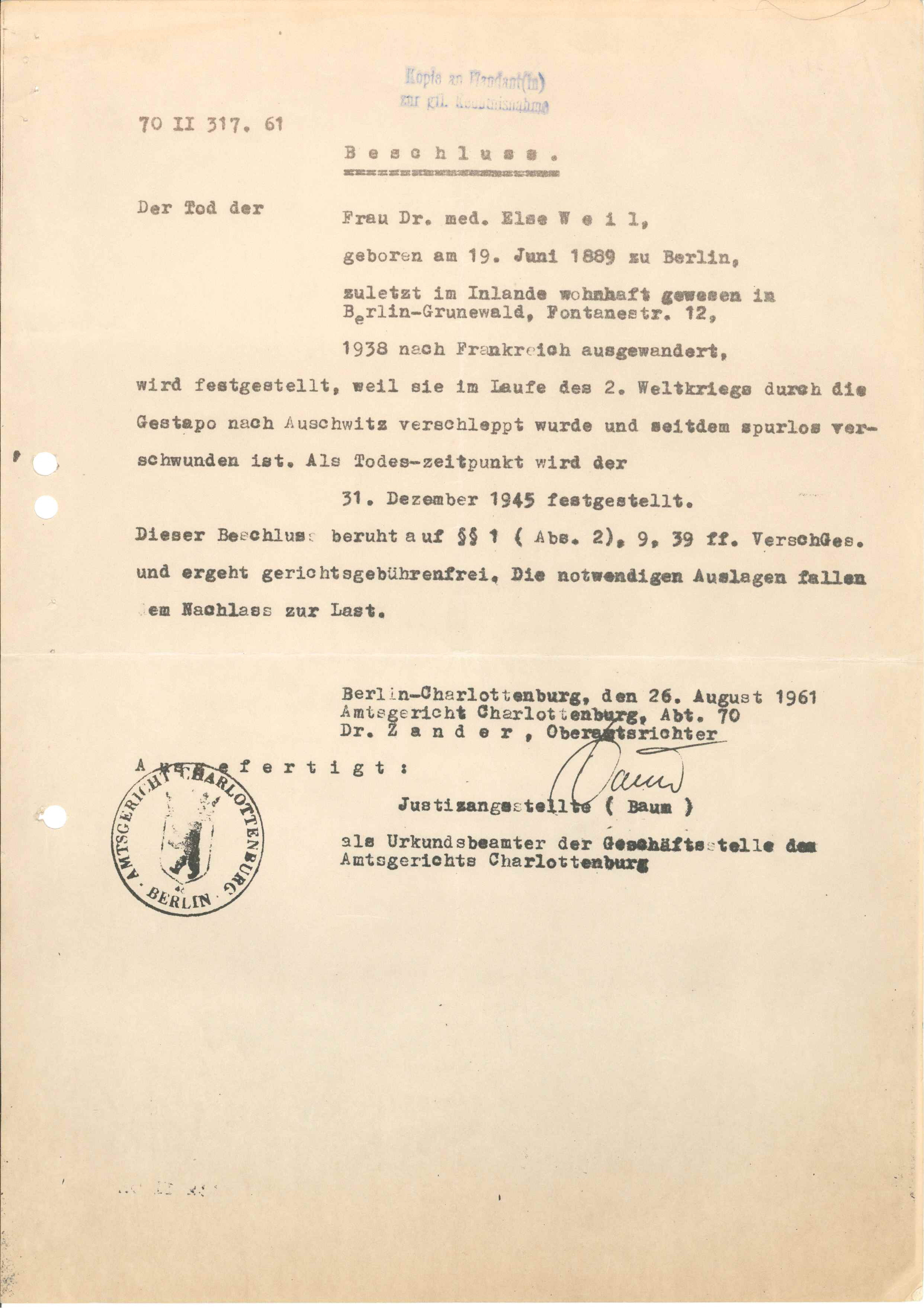
Todesurkunde für Else Weil, Beschluss des Amtsgerichts Charlottenburg 1961 (Foto: Kurt-Tucholsky-Literaturmuseum)

Im März 1933, kurz nach der Machtergreifung der Nationalsozialisten, nahm Else Weil-Tucholsky wieder ihren Geburtsnamen an – vermutlich um sich mit dem Namen Tucholsky nicht in Gefahr zu bringen. Tatsächlich wurden Kurt Tucholskys Schriften bei der Bücherverbrennung am 10. Mai 1933 in Berlin „der Flamme übergeben“.
Da Else Weil 1933 ihre kassenärztliche Zulassung verloren hatte, bemühte sie sich, andere Arbeit zu finden und wurde in einer Nachlassverwaltung angestellt. Dennoch zwang sie ihre finanzielle Lage zur Familie ihrer Großcousine, Hilde Hoffnung, zu ziehen. Else Weil unterstützte dort den Geschäftsmann Ludwig Hoffnung als Stenotypistin und half der Familie bei der Erziehung des Sohnes Gerhard.
Nach dem Erlass der Vierten Verordnung zum Reichsbürgergesetz vom 25. Juli 1938 wurde jüdischen Ärzten mit Wirkung zum 30. September 1938 die Approbation entzogen. Von den noch praktizierenden jüdischen Ärzten erhielten wenige eine „widerrufliche Genehmigung“, als „Krankenbehandler“ ausschließlich für jüdische Patienten tätig zu sein. Else Weil entschloss sich zur Emigration. Über die Niederlande gelangte sie nach Frankreich und betreute in Paris die Kinder der befreundeten Familie Oppenheimer. Während dieser Zeit traf sie Friedrich Epstein wieder, einen Bekannten aus Berlin, und verbrachte die Exilzeit von nun an mit ihm gemeinsam. Im September 1939 wurden Else Weil und ihr Freund als Staatenlose von der französischen Regierung erstmals interniert, jedoch nach kurzer Zeit wieder frei gelassen. Nach dem Einmarsch der Deutschen im Mai 1940 flohen beide in die unbesetzte Zone. Es folgten mehrere kurze Internierungen im Camp de Gurs.
Als die Nichte Friedrich Epsteins, Annemarie Meier-Graefe, im Frühjahr 1941 in die USA emigrierte, überließ sie ihrem Onkel und Else Weil ihr Haus La Banette in Saint-Cyr-sur-Mer. Wenige Monate später standen beide in Salernes unter polizeilicher Aufsicht (résidence forcée). Briefen zufolge planten sie ihre Heirat und Flucht in die Vereinigten Staaten. Im Sommer 1942 wurde Else Weil als staatenlose Frau in Marseille, in Les Milles und im Sammellager Drancy interniert. Als Nr. 49 ist ihr Name auf der Deportationsliste des 30. Transportes von Drancy in das KZ Auschwitz-Birkenau aufgeführt. Nach 72 Stunden Fahrt erreichte der Transport am 11. September 1942 das Vernichtungslager. Else Weil starb entweder auf dem Transport oder in einer der Gaskammern. Als Todesdatum wurde später amtlich, nach der damaligen Gesetzeslage, der 31. Dezember 1945 festgelegt.

## Veröffentlichungen
- Friedmanns Tuberkulose-Mittel in Die Weltbühne vom 1. Januar 1920, S. 28ff.
- Kassenärzte in Die Weltbühne vom 17. Juni 1920, S. 724ff.

## Rezeption
Else Weil tritt als Figur der Claire erstmals in Tucholskys viel gelesener Erzählung Rheinsberg: Ein Bilderbuch für Verliebte in Erscheinung. Beschrieben wird ein heimlicher sommerlicher Wochenendausflug zweier junger Menschen im Alter von etwa zwanzig Jahren im Jahre 1911 in die märkische Provinz. Mit allen Konventionen brechend schaffen sich Wolfgang und die Medizinstudentin Claire ein Refugium privaten Glücks in der wilhelminischen Epoche. Revolutionär für diese Zeit betont der Autor auf bejahende, unbefangene und daher umso deutlichere Weise den ungewöhnlich hohen Bildungsstand und die berufliche Zielsetzung seiner Reisebegleiterin und löst sie damit aus dem gängigen Frauenbild jener Jahre heraus. Claire verkörperte damals ein neues Frauenbild und trat als fortschrittliche und emanzipierte Persönlichkeit auf. Damit leistete sowohl die Biographie Else Weils als auch der Anklang, den die Sommergeschichte Tucholskys national und international fand, einen Beitrag zur Gleichstellung der Frau. Den Namen Claire Pimbusch entlehnte Kurt Tucholsky dem Roman Im Schlaraffenland von Heinrich Mann. „Pimbusch“ war im Übrigen der Spitzname Else Weils, den ihr Tucholsky gab und den auch der auch mit ihr befreundete Siegfried Jacobsohn verwendet.
Unter dem Pseudonym „Theobald Tiger“ erschien im Oktober 1919 der erste Gedichtband Tucholskys, Fromme Gesänge. Ein Jahr vor ihrer Hochzeit widmete er ein Exemplar handschriftlich seiner Freundin Else Weil – „der blauen Blume“. Das  Kapitel Die blaue Blume beinhaltet romantische und erotische Gedichte.
1998 erschien im WDR ein Hörfunkfeature aus der Feder des Leiters des Rheinsberger Kurt-Tucholsky-Literaturmuseums, Peter Böthig, mit dem Titel Und Claire war real – Kurt Tucholskys unbekannte erste Ehefrau Dr. med. Else Weil.
Vom 13. November 2010 bis zum 13. Februar 2011 widmete das Kurt-Tucholsky-Literaturmuseum in Rheinsberg aus Anlass des 75. Todestages Tucholskys der Biographie Else Weils eine Ausstellung mit dem Titel Else Weil – Fragmente eines deutsch-jüdischen Lebensweges.
Am 27. August 2014 wurde für Else Weil in Berlin-Friedenau, Bundesallee 79, ein Stolperstein verlegt.